# سید ابوالفضل اقبالی
سید ابوالفضل اقبالی (۱۲۸۵–۱۳۴۶) نماینده مردم آستارا در دوره بیست و یکم مجلس شورای ملی و قائم‌مقام جمعیت شیر و خورشید سرخ بود 
او دوره متوسطه را در اردبیل به پایان رسانید و سپس به تحصیل در رشته زبان و ادبیات عرب مشغول شد. وی ابتدا به شغل آموزکاری پرداخته و سپس به سازمان ثبت  اسناد کشور منتقل گردید و ریاست اداره ثبت اردبیل، آذربایجان شرقی ،تهران، مازندران و بازرسی ویژه این سازمان را برعهده داشت.
در غائله آذربایجان به سبب مخالف وی و خانواده‌اش با گروه پیشه وری اموال آنان مصادره شده و وی به تهران گریخت.  خیابانی در شهر نمین به نام اقبالی نامگذاری شده‌است.